# پایگاه هوایی سن ایسیدرو
پایگاه هوایی سن ایسیدرو (به انگلیسی: San Isidro Air Base) (به زبان بومی: Base Aérea de San Isidro) یک فرودگاه نظامی با کد یاتا ZXD است که یک باند فرود آسفالت و بتن دارد و طول باند آن ۲۱۳۴ متر است. این فرودگاه در کشور جمهوری دومینیکن قرار دارد و در ارتفاع ۳۴ متری از سطح دریا واقع شده است.